# Lubomyr Melnyk
Lubomyr Melnyk (* 22. prosince 1948) je klavírista a hudební skladatel ukrajinského původu. Je známý díky svému extrémně rychlému hraní – hraje až 19,5 noty za sekundu, průměrně pak 13 až 14 not za sekundu bez přestávky po celou hodinu.
Narodil se v uprchlickém táboře v Mnichově. V roce 1950 se s rodinou usadil ve Winnipegu v Kanadě. Studoval latinu a filozofii na St. Paul's College a v letech 1969 až 1970 docházel na kurzy pokročilé filozofie na Queen's University v Kingstonu. V letech 1973 až 1975 žil v Paříži, kde pracoval například s Carolyn Carlsonovou v Pařížské opeře. Později žil znovu v Kanadě a ve Švédsku. Několikrát vystupoval i v Česku.

## Diskografie
- KMH: Piano Music in the Continuous Mode (1979)
- The Lund – St. Petri Symphony (1983)
- Concert-Requiem (1983)
- Poslaniye (1983)
- The Stone Knight (1983)
- The Song of Galadriel (1985)
- Remnants of Man / The Fountain (1985)
- Wave-Lox (1985)
- The Voice of Trees (1985)
- NICHE / NOURISH / NICHE-XONs (1988)
- A Portrait of Petlura on the Day He Was Killed (Lyrrest) (1989)
- It Was Revealed Unto Us That Man Is the Centre of the Universe (1993)
- Swallows (1994)
- Vocalizes and Antiphons (1991-1994)
- Beyond Romance (2010)
- The Self-Luminous Way (2011)
- Windmills (2013)
- Corollaries (2013)
- Three Solo Pieces (2013)
- Evertina (2014)
- Rivers and Streams (2015)
- Illirion (2016)
- The Dreamers Ever Leave You – The Lauren Harris Ballet Music (2018)
- Fallen Trees (2018)